# Barnim VI.

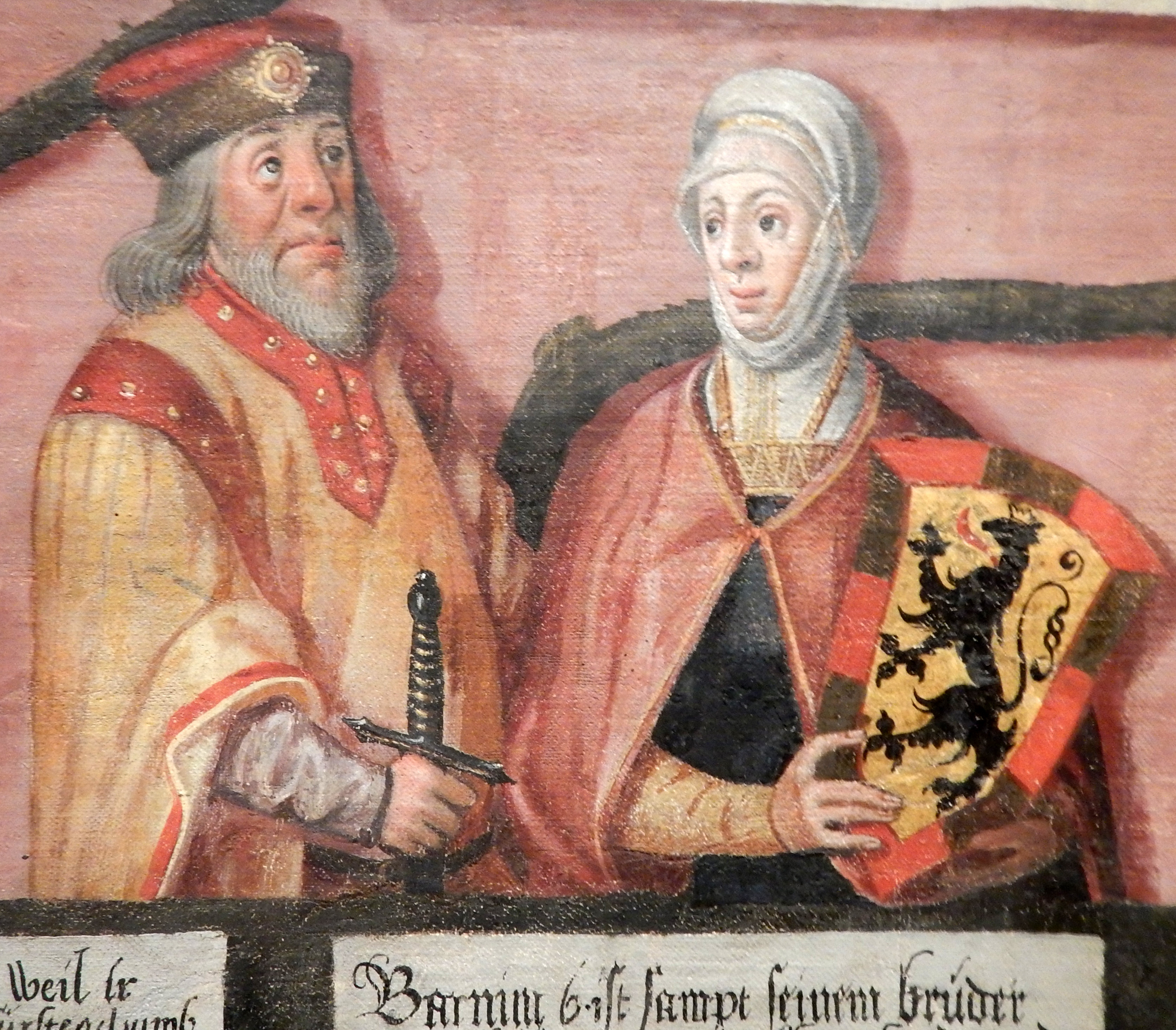
Barnim VI. mit seiner Gemahlin Veronika von Hohenzollern, aus dem Stammbaum der Greifen von Cornelius Krommeny, 1598.

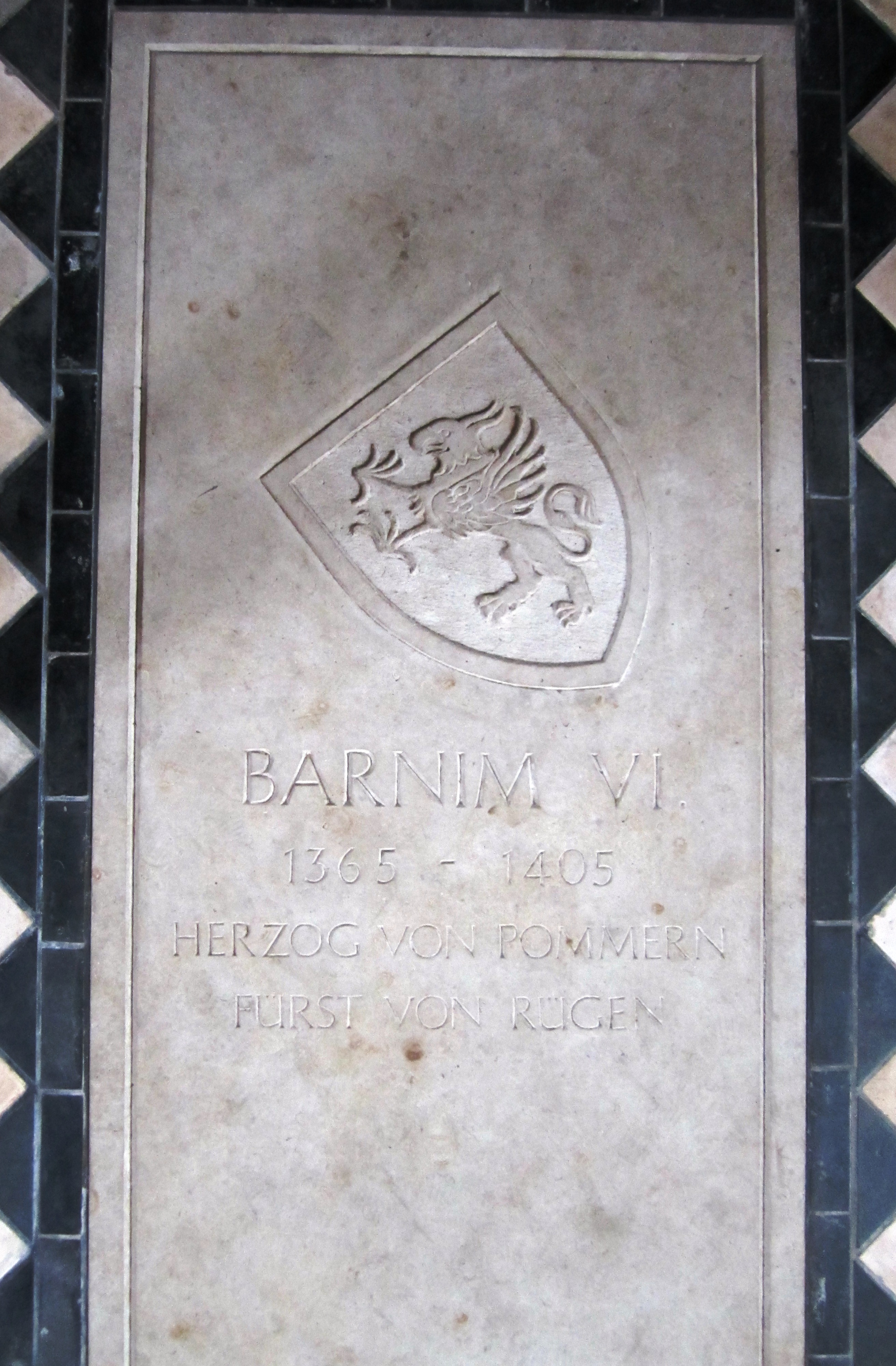
Grabplatte für Barnim VI. in der Kirche von Kenz

Barnim VI. (* um 1365; † 22. September 1405 in Pütnitz bei Damgarten) war der zweite Sohn von Wartislaw VI. und ab 1394 Herzog zu Wolgast-Demmin und Greifswald.
Nachdem er anfangs die Hanse unterstützt hatte, nahm er später offen am Kaperkrieg gegen das Städtebündnis teil und unterstützte die Vitalienbrüder. Er starb 1405 an der Pest und wurde in der Kenzer Kirche beigesetzt. Bei Sanierungsarbeiten in der Kirche im Dezember 2010 wurde eine Gruft entdeckt, die das Grab des Herzogs sein könnte.
Barnim VI. war mit Veronika verheiratet. Urkundliche Belege für ihre Identität sind nicht bekannt. Möglicherweise handelt es sich dabei um eine „Burggräfin von Nürnberg“ oder eine „Gräfin von Reppin“. Erstere Sicht basiert auf dem aus dem Jahre 1603 stammenden Gedächtniseintrag in der Kenzer Kirche, deren Inhalt aus der Klempzenschen Pomerania stammt. Von der Handschrift existieren aber auch Fassungen, in denen Veronika als „Gräfin von Reppin“ bezeichnet ist. Weder eine Tochter Veronika von Burggraf Friedrich V., noch eine Gräfin von Ruppin dieses Namens sind anderweitig bekannt, so dass die Ehefrau als unbekannt anzusehen ist. Aus dieser Ehe stammen die Söhne:
- Wartislaw IX., Herzog von Pommern-Wolgast,
- Barnim VII., Herzog von Pommern-Wolgast-Demmin.